# Herman Theodorus Obbink
Herman Theodorus Obbink (Aalten, 23 januari 1869 - Utrecht, 29 december 1947) was een Nederlands-hervormd predikant, theoloog en bijbelvertaler.

## Loopbaan
Hij studeerde aan de Universiteit Utrecht. Vervolgens stond hij als predikant in Hoogersmilde, Kamperveen, Middelburg en Den Haag.
Op 2 december 1901 promoveerde hij te Utrecht op De heilige oorlog volgens den Koran. Een uitnodiging voor zijn promotiefeest bevindt zich in de collectie van het Centraal Museum in Utrecht.
In 1910 volgde zijn benoeming tot hoogleraar aan de Universiteit van Amsterdam met de leeropdracht "Algemene godsdienstgeschiedenis en de geschiedenis van de israëlietische godsdienst". Zijn oratie was getiteld "De beteekenis van Egypte en Babylonië in de oude religieuze denkwereld". In 1913 werd hij benoemd tot hoogleraar Theologie en Godsdienstgeschiedenis aan de Universiteit Utrecht. Zijn oratie was getiteld "Over Oud-Aegyptische voorstellingen aangaande dood en leven". De onderwerpen van beide oraties reflecteren zijn interesse in de Egyptische en Babylonisch-Assyrische wereld, die hij altijd in connectie met het Oude Testament heeft bestudeerd. Aan de Universiteit Utrecht gaf hij ook taalcolleges Assyrisch en Oudegyptisch.
In 1924 verscheen Obbinks vertaling van het Oude Testament. Deze werd in 1927 aangevuld met een vertaling van het Nieuwe Testament door zijn collega Annéus Marinus Brouwer (1875-1948). De vertaling, de "Utrechtse vertaling", wordt meestal "Obbink en Brouwer" genoemd. Hij was rector van de Universiteit Utrecht in 1928-1929. In 1939 ging hij met emeritaat; zijn zoon Hendrik Willem Obbink volgde hem op.
Van 1929 tot 1947 was Obbink hofprediker. In die hoedanigheid ging hij in 1937 voor in de inzegening van het huwelijk van koningin Juliana en prins Bernhard.
Obbink was lid van de Koninklijke Hollandsche Maatschappij der Wetenschappen (1929) en ontving een eredoctoraat van de Universiteit van Debrecen. Hij werd benoemd tot Ridder in de Orde van de Nederlandse Leeuw, Commandeur in de Huisorde van Oranje en Commandeur in de Orde van Verdienste (Hongarije).
Op 20 april 1897 trouwde hij met Jantine Gérardine ten Cate (1874-1949). Het echtpaar had drie zonen. Obbink werd begraven op begraafplaats Den en Rust te Bilthoven.